# Гривест трипръст ленивец
Гривестият трипръст ленивец (Bradypus torquatus) е вид бозайник от семейство Bradypodidae. Видът е световно застрашен, със статут Уязвим.

## Разпространение и местообитание
Разпространен е в Бразилия.